# Viola Mon Amour
Viola Mon Amour  is het eerste en tot nu toe enige solo-album van de Britse progressieve rock musicus Geoffrey Richardson.
Geoffrey Richardson is met name bekend van zijn lidmaatschap van de legendarische band Caravan

## Tracklist
1. The Rhapsodic Uke
2. Blossomville (Everything Stops For Tea)
3. The Borrowed Kalimba
4. On The Beach
5. Life Drawing
6. Blossomville (Reprise)
7. Viola Mon Amour
8. Diogenes And Alexander
9. The Well-Tempered Ukulele
10. Fifty-Four Homes
11. The Rhapsodic Uke (Reprise)
12. Diogene

## Bezetting
- Geoffrey Richardson, viool, altviool, akoestische gitaar, elektrische gitaar, ukelele, kalimba

Met:
- Neil Rinnie